# Al-Shaab Stadium
Le Al-Shaab Stadium (en arabe : ملعب الشعب) est un stade omnisports de 40 000 places situé à Bagdad en Irak. Il a été le domicile de l'équipe d'Irak de football depuis son ouverture le 6 novembre 1966 jusqu'à l'ouverture du Basra Sports City Stadium en 2013.
Le stade Al-Shaab a accueilli la 5e Coupe du Golfe arabe, la finale de la Coupe arabe des clubs champions en 1982 et le tournoi complet en 1985, la Coupe de Palestine des Nations en 1972 et la Coupe du monde de football militaire à deux reprises : en 1968 et en 1972,.
Le stade Al-Shaab était le plus grand stade d'Irak jusqu'à l'ouverture en 2013 du stade international de Bassora, qui peut accueillir 65 000 spectateurs.

## Histoire

### Construction

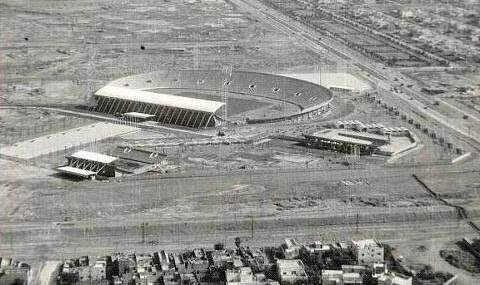
Le stade Al-Shaab en cours de construction en 1965.

À la fin de l'année 1959, une délégation de la Fondation Calouste-Gulbenkian a rencontré l'ancien Premier ministre Abdel Karim Kassem dans son cabinet, qui se trouvait au ministère de la Défense. Dans le cadre de cette réunion, la fondation a présenté une offre au gouvernement irakien consistant à réaliser divers projets au sein de la capitale. Ces projets comprenaient le Musée national d'Irak, le Théâtre national irakien, la Cité médicale et le Stade Al-Shaab. Un pourcentage de la subvention régulière du pétrole détenu par la fondation a été affecté à la construction de ces divers projets.
Abd al-Karim Qasim a annoncé la construction du stade Al-Shaab le 21 avril 1960, devant 15 000 spectateurs. Il a déclaré que la construction du nouveau stade officiel de l'équipe nationale de football irakienne s'achèvera en 1962 et aura une capacité de 50 000 spectateurs.
Le coût de construction était de 1,2 million de dinars et faisait du stade l'un des plus grands du Moyen-Orient. Sa superficie totale est de 200 000m² et sa capacité de 40 000 spectateurs. Il dispose d'une piste d'athlétisme recouverte de tartan, de tours d'éclairage d'une hauteur de 55 mètres et d'un parking d'une superficie totale de 40 000m² pouvant accueillir 4 000 voitures. Le complexe comporte deux stades d'entraînement, des terrains de basket-ball, de volley-ball, de handball et de tennis, ainsi qu'une piscine olympique.

### Match d'inauguration
Le match d'ouverture du stade Al-Shaab a opposé l'équipe portugaise, S.L. Benfica, à une équipe composée des meilleurs joueurs de Bagdad. 60 000 spectateurs ont assisté au match dans le stade Al-Shaab qui ne pouvait en principe pas dépasser la capacité maximale de 50 000 places. Une demi-heure après le début du match, José Augusto Torres a ouvert le score pour Benfica. En deuxième mi-temps, Qasim Mahmoud a marqué pour l'équipe de Bagdad à la 55e minute, égalisant le score. Benfica a réussi à inscrire un but à la 80e minute sur un tir de Domiciano Cavém.
| 6 novembre 1966 | Baghdad XI        | 1 - 2     | Benfica                               | Stade Al-Shaab, Bagdad                          |  |  |
|                 | Qasim Mahmoud 55e | (rapport) | José Torres 30e · Domiciano Cavém 80e | Affluence : 60 000 Arbitre : Fahmi al-Qaimaqchi |  |  |
|                 |                   |           |                                       |                                                 |  |  |

### Guerre d'Irak
Le 9 avril 2003, le stade Al-Shaab a été sévèrement endommagé après avoir été bombardé par l'armée de l'air américaine lors de la Bataille de Bagdad (2003). La majorité de ses sièges ont été détruits et de nombreux grands cratères sont apparus sur la pelouse. Jusqu'en 2004, le stade a été utilisé comme un espace d'atterrissage par l'U.S. Air Force (USAF). Dans ce contexte, en avril 2004, l'administrateur en chef de l'Autorité provisoire de la coalition, Paul Bremer, a annoncé que 3 millions de dollars seraient alloués à la rénovation du stade Al-Shaab de manière à le rendre de nouveau opérationnel pour accueillir les différentes manifestations sportives. Le stade a été officiellement restauré le 12 juin 2005 et était prêt à accueillir certains des matchs du Championnat d'Irak de football 2004-2005.
L'Équipe d'Irak de football n'a pas pu évoluer dans le stade Al-Shaab de 2005 à 2009 en raison de la guerre civile irakienne. Le premier match de la sélection nationale dans ce stade, après six années passées à jouer dans des pays neutres, a eu lieu le 13 juillet 2009, lorsque l'Irak a affronté la Palestine dans un match amical et s'est imposé 4–0,.

### Rénovations

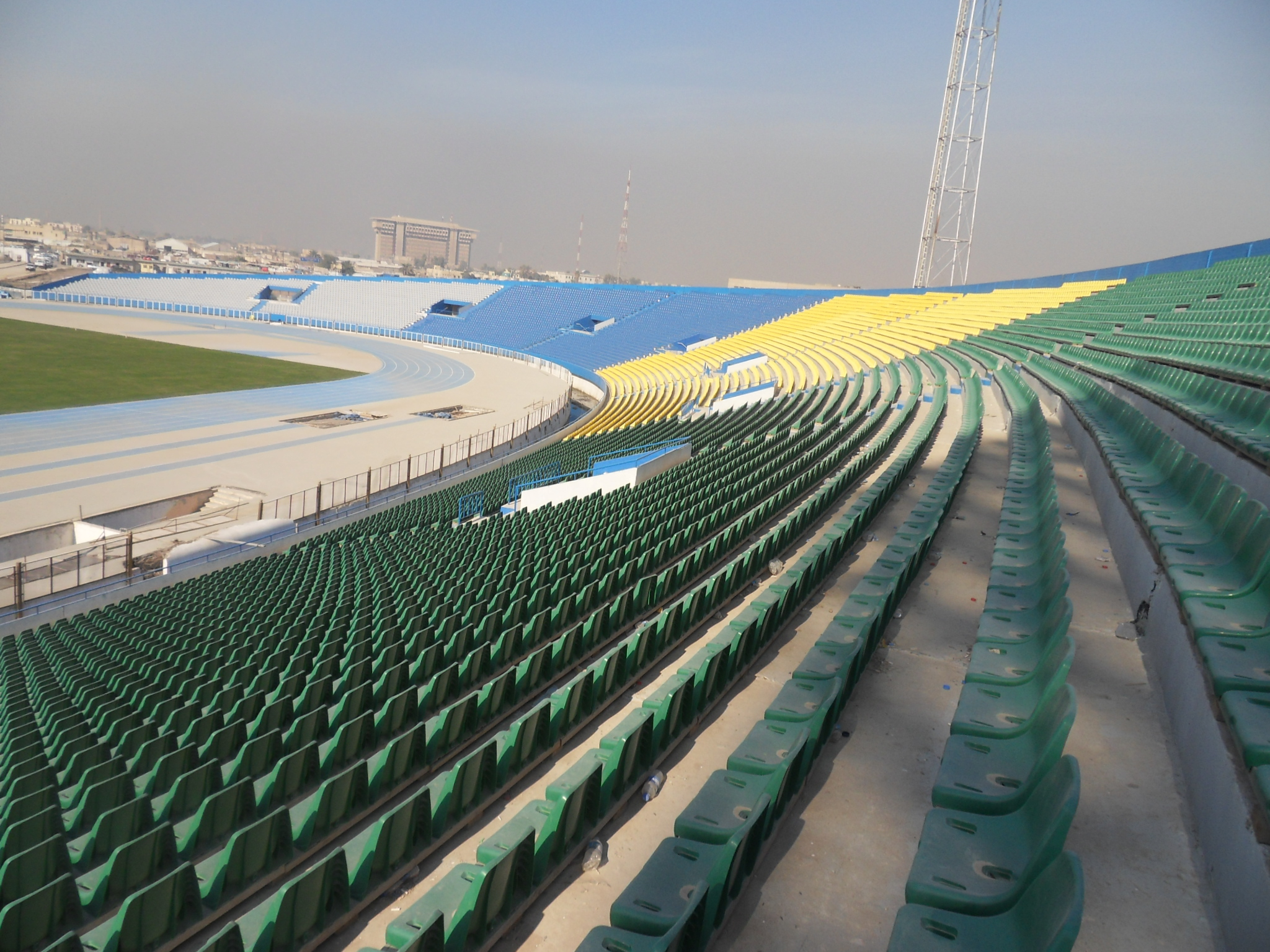
Les tribunes du stade Al-Shaab en décembre 2010.

La rénovation du stade Al-Shaab a commencé le 2 mars 2010 au coût de 3 966 000 dollars, financée par le Premier ministre du Kurdistan irakien, Netchirvan Barzani. La rénovation prévoyait le remplacement de la pelouse par un gazon naturel persistant, de la piste d'athlétisme par une nouvelle piste aux couleurs bleu et blanc, ainsi que le changement des sièges par de nouveaux modèles aux couleurs jaune, vert, bleu et gris. La rénovation a été réalisée par des entreprises anglaises, suédoises et russes. Elle a été achevée le 9 mai 2010.
En mai 2015, des sociétés ont œuvré avec le Ministère de la Jeunesse pour moderniser le stade et le rendre conforme aux exigences internationales avant qu'une délégation de la FIFA ne se rende en Irak pour évaluer le stade Al-Shaab et le Basra Sports City Stadium dans le but de supprimer le bannissement à l'encontre des stades irakiens. La rénovation comprenait la peinture du compartiment principal, la pose de revêtements de sol en céramique, le renouvellement du système électrique du stade, la réhabilitation du parking et de la zone environnante du stade, la pose de portes électriques et la maintenance des ascenseurs dans les locaux,.
Le 5 août 2015, la société administrative qui est chargée de la rénovation du stade Al-Shaab a annoncé que les travaux se sont poursuivis après avoir été interrompus de juin à août (en raison du déroulement du Championnat d'Irak de football 2014-2015). Les travaux comprenaient le remplacement du système d'arrosage et le réaménagement du terrain, conformément aux normes de qualité en vigueur.

## Compétitions régionales et internationales

### Coupe du monde de football militaire
Le stade Al-Shaab a accueilli la Coupe du monde de football militaire de 1968 et 1972. L'équipe nationale militaire irakienne de football ne parvient pas à passer le tour de qualification en 1968, mais en 1972, l'Irak devient champion après avoir remporté la première place du tournoi avec 6 points, devant l'Italie.

### Coupe de Palestine des Nations de football 1972
Le stade Al-Shaab a accueilli la Coupe de Palestine des Nations de football de 1972, au cours de laquelle l'Irak a terminé en tête du groupe A lors de la phase de poule avec 5 points. L'Irak s'est ensuite imposé face à l'Algérie en demi-finale 3–1 grâce aux buts de Shamil Kamil (2 buts) et Ali Kadhim pour l'Irak et Mustapha Dahleb pour l'Algérie. En finale, l'Irak a perdu 1–3 face à l'Égypte sur les buts de Douglas Aziz pour l'Irak et Hassan Al Shazly et Abdul-Aziz Abdul-Shafi (2 buts) pour l'Égypte.

### Coupe du Golfe des nations de football (5ème édition)
Le stade Al-Shaab a accueilli la 5ème Coupe du Golfe des nations de football, où il fut l'un des meilleurs hôtes de l'histoire de cette compétition. L'ancien président irakien Ahmed Hassan al-Bakr était représenté par Ezzat Ibrahim al-Douri lors de la cérémonie d'ouverture du 23 mars 1979. Le premier match opposait le pays hôte, l'Irak, à Bahreïn et s'est soldé par une victoire 4–0 de l'Irak. Ce tournoi s'est conclu par la victoire des hôtes, brisant ainsi la série de 4 victoires consécutives du Koweït de la Coupe du Golfe, de 1972 à 1979.

### Finale de la Coupe arabe des clubs champions de 1982
Le stade Al-Shaab a accueilli le match aller-retour de la finale de la toute première Coupe arabe des clubs champions de 1982. Le club irakien Al-Shorta SC a été sacré champion après avoir battu le club libanais Nejmeh SC à l'aller (2–0) et fait match nul au retour (2–2). Al-Shorta a été couronné dans le stade Al-Shaab, devenant ainsi la deuxième équipe irakienne à avoir remporté la Coupe arabe des clubs champions. L'autre équipe était Al-Rasheed.

### Coupe arabe des clubs champions de 1985
Le stade Al-Shaab a accueilli la troisième édition de la Coupe arabe des clubs champions de 1985, au cours de laquelle Al-Rasheed a été sacré champion, après avoir terminé en tête du classement lors de la phase finale avec 4 points. Al-Rasheed a vaincu Nejmeh SC, le 5 décembre 1985, par une large victoire 6–1. Le 9 décembre, il a également gagné 2–1 contre le club algérien de l'USM El Harrach. Al-Rasheed a en outre remporté la Coupe des clubs champions arabes de football de 1986 et celle de 1987.